# Osman III
Osman III, född 2 januari 1699, död 30 oktober 1757, var sultan av Osmanska riket från 1754 till 1757.
Osman var son till Mustafa II (1695–1703) och Şehsuvar Sultan och yngre bror till Mahmud I (1730–54) och var en i allmänhet obetydlig regent. Hans korta regering utmärks av ökad intolerans för icke-muslimer (kristna och judar tvingades bära distinkta kläder eller märken) och för en stor brand i Istanbul. 
Osman levde merparten av sitt liv som en fånge i kafes, en fängelsedel i palatsets harem, och uppvisade därför då han bestigit tronen en del egendomliga beteenden. Olikt tidigare sultaner avskydde han musik och skickade ut alla musiker ur palatset. Han ogillade även kvinnors sällskap och bar därför alltid järnskor så att dessa kunde skingras inför hans ankomst eftersom det hördes var han gick.